# Enichioi, Ismail
Enichioi (în ucraineană Новоселівка, transliterat: Novoselivka) este un sat în comuna Chilia Nouă din raionul Ismail, regiunea Odesa, Ucraina.

## Demografie
Componența lingvistică a comunei Enichioi
     Bulgară (50,52%)
     Găgăuză (25,56%)
     Rusă (12,02%)
     Ucraineană (5,65%)
     Română (4,61%)
     Armeană (1,09%)
     Alte limbi (0,12%)
Conform recensământului din 2001, majoritatea populației comunei Enichioi era vorbitoare de bulgară (50,52%), existând în minoritate și vorbitori de găgăuză (25,56%), rusă (12,02%), ucraineană (5,65%), română (4,61%) și armeană (1,09%).